# Basavapura, Hosanagara
Basavapura là một làng thuộc tehsil Hosanagara, huyện Shimoga, bang Karnataka, Ấn Độ.